# 황인엽
황인엽(1991년 1월 19일 ~ ) 대한민국의 모델 겸 배우이다.

## 생애
황인엽은 1991년 경기도 의정부에서 가난한 집안에서 자랐다. 조금만 잘 못해도 아버지에게 회초리로 종아리를 맞을 정도로 엄하게 자랐다. 축구를 즐겨했기 때문에 고교 시절까지 축구부에서 활동했다. 웹드라마 《WHY : 당신이 연인에게 차인 진짜 이유》에 기재영 역으로 출연하면서 인기를 끌었다. 키이스트에 소속되었다. 

## 출연 작품

#### 드라마
- 2018년 웹드라마 《WHY : 당신이 연인에게 차인 진짜 이유》 - 기재영 역
- 2019년 웹드라마 《프레쉬맨 : 아싸들의 인싸 도전기》 - 서교원 역
- 2019년 KBS2 월화드라마 《조선로코-녹두전》 - 박단호 역
- 2020년 JTBC 월화드라마 《18 어게인》 - 구자성 역
- 2020년 tvN 수목드라마 《여신강림》 - 한서준 역
- 2022년 넷플릭스 금요드라마 《안나라수마나라》 - 나일등 역
- 2022년 SBS 금토드라마 《왜 오수재인가》 - 공찬/김동구 역
- 2024년 JTBC 수목드라마 《조립식 가족》 - 김산하 역

### 광고
- 한화 라이프플러스
- 아이웨어 브랜드 리에티
- 마크엠
- 셀레버
- 케이스위스
- 만나리나덕